# Glen Carbon
Glen Carbon es una villa ubicada en el condado de Madison en el estado estadounidense de Illinois. En el Censo de 2010 tenía una población de 12934 habitantes y una densidad poblacional de 490,36 personas por km².

## Geografía
Glen Carbon se encuentra ubicada en las coordenadas 38°45′30″N 89°58′59″O / 38.75833, -89.98306. Según la Oficina del Censo de los Estados Unidos, Glen Carbon tiene una superficie total de 26.38 km², de la cual 25.99 km² corresponden a tierra firme y (1.45%) 0.38 km² es agua.

## Demografía
Según el censo de 2010, había 12934 personas residiendo en Glen Carbon. La densidad de población era de 490,36 hab./km². De los 12934 habitantes, Glen Carbon estaba compuesto por el 87.74% blancos, el 7.43% eran afroamericanos, el 0.35% eran amerindios, el 2.01% eran asiáticos, el 0.03% eran isleños del Pacífico, el 0.61% eran de otras razas y el 1.83% pertenecían a dos o más razas. Del total de la población el 2.19% eran hispanos o latinos de cualquier raza.